# 葡萄牙人竞技俱乐部
葡萄牙人竞技俱乐部（葡萄牙語：Associação Portuguesa de Desportos），是巴西圣保罗州圣保罗市的一个体育俱乐部。1920年，该俱乐部由巴西葡萄牙移民建立。2011年，该队获得巴西足球乙级联赛冠军，升入甲级联赛。